# Еублефари
Еублефари (лат. Eublepharinae) — підродина ящірок з родини геконових (Gekkonidae). Налічує 5 родів та 27 видів.

## Опис
Загальна довжина геконів цієї підродини сягає від 20 до 75 см. Колір шкіри може бути сірий, жовтуватий або буруватий. Поперек тулуба пролягає темна смуга. Поміж ними у низки представників цієї підродини є дрібні темні плями, крапочки та цяточки. За будовою тіла еублефари найпримітивніші серед геконів. У цих ящірок є напередвогнуті хребці, непарна тім'яна кістка, короткі прямі пальці без розширених пластинок. Повіки добре розвинуті, рухливі.

## Спосіб життя
Мешкають у пустелях та напівпустелях. Гарно та швидко бігають. Полюбляють кам'янисту місцину. Активні вночі. Харчуються комахами, безхребетними, павуками, дрібними ящірками.
Це яйцекладні гекони. Відкладають яйця у травні—липні. Їх зазвичай 2—3.

## Розповсюдження
Північна та Південна Америка, Азія, Африка.

## Роди
- Coleonyx (7 видів)
- Eublepharis (5 видів)
- Goniurosaurus (11 видів)
- Hemitheconyx (2 видів)
- Holodactylus (2 видів)